# Ojeda Beach
Der Ojeda Beach (englisch; bulgarisch бряг Охеда brjag Ocheda) ist ein 730 m langer und unvereister Strand im Süden der Livingston-Insel im Archipel der Südlichen Shetlandinseln. Er liegt am südöstlichen Ufer der South Bay, zugleich Nordostküste der Hurd-Halbinsel. Nach Norden begrenzt ihn das Kap Hespérides, nach Osten der Atlantic Club Ridge und nach Süden der Boeritsa Point.
Wahrscheinlich war er schon Robbenjägern im 19. Jahrhundert bekannt, die im benachbarten Johnsons Dock operierten. Spanische Wissenschaftler kartierten ihn 1991, bulgarische in den Jahren 1996, 2005 und 2009. Die bulgarische Kommission für Antarktische Geographische Namen benannte ihn 2012 nach Miguel Ángel Ojeda Cárdenes, Leiter der spanischen Juan-Carlos-I.-Station in mehreren Kampagnen, für dessen Unterstützung des bulgarischen Antarktisprogramms.